# Guillaume VII d'Aquitaine
Pour les articles homonymes, voir Guillaume VII et Guillaume de Poitiers.

La France au début du XIe siècle.

Guillaume Aigret est comte de Poitiers de 1039 à 1058 sous le nom de Guillaume V, et duc d'Aquitaine sous le nom de Guillaume VII durant la même période.
Il est le fils de Guillaume V d'Aquitaine et d'Agnès de Bourgogne. Il succède à son demi-frère Eudes de Poitiers. Il est parfois nommé Pierre Guillaume.
Seulement âgé de 16 ans à son accession du comté du Poitou et au duché d'Aquitaine, il est secondé par sa mère, remariée à Geoffroi Martel, comte d'Anjou pendant les premières années de son règne.
Il a eu probablement pour fille Clémence, qui est l'épouse Conrad Ier de Luxembourg. Son frère Guillaume VIII lui succède. 